# 甘貝拉國家公園
7°52′N 34°0′E / 7.867°N 34.000°E
甘貝拉國家公園是埃塞俄比亞的國家公園，位於該國西南部南方民族、部落和人民州，始建於1974年，面積4,575平方公里，有69種哺乳類動物棲息。